# 朱覲鐊
瑞昌榮安王朱覲鐊（1443年5月3日—1488年8月13日），號愛泉，明朝寧藩第二代瑞昌王，瑞昌恭僖王朱奠墠的嫡長子。

## 生平
正統八年四月初四日（1443年5月3日）生。天順二年正月二十八日（1458年2月11日），封瑞昌王長子。成化十三年（1477年）二月，朱奠墠去世。成化十四年（1478年）四月，朱覲鐊襲封瑞昌王。
弘治元年七月初七日（1488年8月13日），朱覲鐊去世，享年四十六歲，諡號榮安。庶長子鎮國將軍朱宸㵾尚未襲爵即卒，其嫡長子朱拱栟在弘治十二年（1499年）襲爵。

## 家庭

### 妻
- 袁氏（1445年－1490年）[1]，南城兵馬副指揮袁宏女，初冊為瑞昌王長子夫人，成化十四年（1478年）四月冊為瑞昌王妃[3]

### 妾
- 鮑氏（1447年－1501年），冊為瑞昌王次妃[1]
- 秦氏，生朱宸㵾[6]

### 子孫
- 庶長子：鎮國將軍→瑞昌悼順王（追封）朱宸㵾
- 第二子：鎮國將軍朱宸沮（1470年－1523年），號純齋[7]
  - 第一子：輔國將軍朱拱櫻[8]，號芸閣[9]
    - 第一子：奉國將軍朱多燱[8]
      - 第一子：鎮國中尉朱謀在[10]
        - 第一子：輔國中尉朱統鈗[10]

      - 第二子：鎮國中尉朱謀埫[10]
        - 第一子：輔國中尉朱統䤺[10]

      - 第三子：鎮國中尉朱謀𡎑[10]
      - 第四子：鎮國中尉朱謀坷[10]
      - 第五子：鎮國中尉朱謀墡[10]
      - 第六子：鎮國中尉朱謀𩦇[10]

    - 第二子：奉國將軍朱多㷄[8]
      - 第一子：朱謀墔，早卒未封[10]

  - 第二子：輔國將軍朱拱桃[8]，號蘭軒[9]
    - 第一子：奉國將軍朱多㶰[8]
      - 第一子：鎮國中尉朱謀增[8]
        - 第一子：輔國中尉朱統鐸[10]
        - 第二子：輔國中尉朱統鉅[10]

      - 第二子：鎮國中尉朱謀塘[8]
        - 第一子：輔國中尉朱統[10]

      - 第三子：鎮國中尉朱謀堁[8]
        - 第一子：輔國中尉朱統𬬖[10]
        - 第二子：輔國中尉朱統鑰[10]

      - 第四子：鎮國中尉朱謀埱[10]
        - 第一子：輔國中尉朱統𨦜[10]

    - 第二子：奉國將軍朱多㶷[8]
      - 第一子：鎮國中尉朱謀㙴[8]
        - 第一子：輔國中尉朱統釥[10]
          - 第一子：朱議活，未封[10]

        - 第二子：輔國中尉朱統鋏[10]

      - 第二子：鎮國中尉朱謀𡊻[10]
        - 第一子：輔國中尉朱統𨧗[10]

      - 第三子：鎮國中尉朱謀塻[10]
      - 第四子：鎮國中尉朱謀𨾠[10]
      - 第五子：鎮國中尉朱謀趣[10]

    - 子：奉國將軍朱多𤍜[10]
    - 子：奉國將軍朱多焴[8]，一作「朱多焆」[10]
      - 第一子：鎮國中尉朱謀堳[10]
        - 第一子：輔國中尉朱統鉯[10]
        - 第二子：輔國中尉朱統⿰金𭗼[10]

      - 第二子：鎮國中尉朱謀塚[10]

    - 子：奉國將軍朱多焠[8]
    - 子：奉國將軍朱多煝[8]

  - 庶子：輔國將軍朱拱榹[10]，號雲溪[9]，生母張氏，嘉靖二十四年追封夫人[11]
    - 第一子：奉國將軍朱多燠[10]

  - 子：輔國將軍朱拱楨[10]，號維周[9]
  - 庶六子：輔國將軍朱拱梒[10]，弘治十七年（1504年）二月賜名[12]
- 第三子：鎮國將軍朱宸浻（1472年－1515年），號品齋[7]，無嗣[10]
- 第四子：鎮國將軍→庶人朱宸潽（1473年－1542年），號定齋[7]，成化十五年（1479年）四月賜名[13]，正德十六年（1521年）因參與寧王之亂廢為庶人[14]，追復鎮國將軍[10]
  - 第三子：輔國將軍朱拱桐[10]，號玩一，又號鳳岐[9]，弘治十二年（1499年）七月賜名[15]
    - 第一子：奉國將軍朱多𢋗[10]

  - 嫡五子：輔國將軍朱拱榦，號崇義[9]，弘治十四年（1501年）正月賜名[16]，嘉靖三十八年（1559年），與其他宗室奏請瑞昌王府宗室分附樂安者，改附弋陽[17]
    - 第一子：奉國將軍朱多㷟[8]
      - 第一子：鎮國中尉朱謀𪣥[10]
        - 第一子：輔國中尉朱統鐳[10]

      - 第二子：鎮國中尉朱謀壎[10]
        - 第一子：輔國中尉朱統𨬓[10]

      - 第三子：鎮國中尉朱謀𡊢[10]

    - 第二子：奉國將軍朱多煙[8]
      - 第一子：鎮國中尉朱謀起[10]

  - 第七子：輔國將軍朱拱桋，號梅石[9]，弘治十七年（1504年）二月賜名[12]
    - 第一子：奉國將軍朱多燆[8]
      - 第一子：鎮國中尉朱謀𡍨[10]
      - 第二子：鎮國中尉朱謀𡌟[10]

    - 第二子：奉國將軍朱多焵[8]
      - 第一子：鎮國中尉朱謀趌[10]
      - 第二子：鎮國中尉朱謀垏[10]
      - 第三子：朱謀𡌥，早卒未封[10]
      - 第四子：朱謀迼，早卒未封[10]

    - 第三子：奉國將軍朱多焮[8]
      - 第一子：鎮國中尉朱謀𡐕[10]
        - 第一子：輔國中尉朱統鍤[10]

    - 庶四子：奉國將軍朱多㶦[8]，生母喻氏，萬曆四年（1576年）追封為淑人[18]
      - 第一子：鎮國中尉朱謀𡉷[10]

    - 子：朱多⿰火乘，擅婚未封[10]

  - 第九子：輔國將軍朱拱榛[8]，號桂岩[9]，弘治十七年（1504年）二月賜名[12]
    - 第一子：奉國將軍朱多焁[10]，一作「朱多啖」，萬曆三十五年奉敕管理府事[19]
      - 第一子：鎮國中尉朱謀𨿅[10]
      - 第二子：鎮國中尉朱謀𧻠[10]

  - 子：輔國將軍朱拱櫅[10]，號松岩，別號雲峯道人[9]
  - 子：輔國將軍朱拱本[8]，號竹坪[9]
    - 第一子：奉國將軍朱多熣[8]，一作「朱多𤌍」[10]
      - 第一子：鎮國中尉朱謀⿰里會[10]
      - 第二子：鎮國中尉朱謀墭[10]

    - 第二子：奉國將軍朱多𤏐[8]
      - 第一子：鎮國中尉朱謀埋[10]
        - 第一子：輔國中尉朱統鍞[10]
        - 第二子：輔國中尉朱統鈘[10]
        - 第三子：輔國中尉朱統⿰金𥭗[10]

      - 第二子：鎮國中尉朱謀埁[10]

    - 第三子：奉國將軍朱多灴[8]
      - 第一子：鎮國中尉朱謀𡑡[10]
      - 第二子：朱謀䧸，未封[10]

    - 第四子：奉國將軍朱多烻[10]，萬曆四十一年（1613年）奉敕管理府事[20]
      - 第一子：鎮國中尉朱謀䟋[10]
      - 第二子：鎮國中尉朱謀玉[10]
      - 第三子：鎮國中尉朱謀暹[10]

    - 子：朱多炠，過期未封[10]
      - 第一子：朱謀𧯼，未封[10]
- 第五子：鎮國將軍朱宸𣹝（1474年－1546年），號松鶴[7]，成化十八年（1482年）五月賜名[21]
  - 嫡次子：朱拱棝，弘治十二年（1499年）賜名[22]，嘉靖江西省大志未載，疑早夭
  - 嫡五子：輔國將軍朱拱橞[8]，號東山[9]，弘治十八年（1505年）二月賜名[23]
    - 第一子：奉國將軍朱多炵[10]
      - 第一子：鎮國中尉朱謀垸[10]
      - 第二子：鎮國中尉朱謀坲[10]
        - 第一子：輔國中尉朱統釻[10]

      - 第三子：鎮國中尉朱謀𡎺[10]
        - 第一子：輔國中尉朱統𨪑[10]
        - 第二子：輔國中尉朱統釓[10]

      - 第四子：鎮國中尉朱謀𫭘[10]

    - 庶次子：奉國將軍朱多烱[8]，生母陳氏，萬曆五年追封為淑人[24]
      - 第一子：鎮國中尉朱謀壥[10]
        - 第一子：輔國中尉朱統𨦆[10]

      - 第二子：鎮國中尉朱謀墎[10]

    - 第三子：奉國將軍朱多熦[8]，訐奏瑞昌管理府事鎮國中尉朱多燉擅婚[25]
      - 第一子：朱謀⿰土他，擅婚未封[10]

    - 第四子：奉國將軍朱多耿[8]
      - 第一子：鎮國中尉朱謀墷[10]
        - 第一子：輔國中尉朱統𨥮[10]

    - 第五子：奉國將軍朱多烇[8]
      - 第一子：鎮國中尉朱謀𡎔[10]
      - 第二子：鎮國中尉朱謀擁[10]，天啟二年（1627年）以孝行受明熹宗旌表[26]
      - 第三子：鎮國中尉朱謀𡐔[10]
      - 第四子：鎮國中尉朱謀垹[10]
      - 第五子：鎮國中尉朱謀逹[10]
      - 第六子：鎮國中尉朱謀𣣹[10]

    - 第六子：奉國將軍朱多熀[10]
      - 第一子：鎮國中尉朱謀埑[10]
      - 第二子：鎮國中尉朱謀𨿠[10]
      - 第三子：鎮國中尉朱謀鼃[10]
      - 第四子：鎮國中尉朱謀懿[10]
      - 第五子：鎮國中尉朱謀⿰荲殳[10]

  - 子：輔國將軍朱拱楀[8]，號南軒[9]，嘉靖三十六年（1557年）恢復祿米[27]
    - 第一子：奉國將軍朱多炟[8]
      - 第一子：朱謀超，擅婚未封[10]

    - 第二子：奉國將軍朱多灱[8]
      - 第一子：朱謀垓，擅婚未封[10]
      - 第二子：朱謀㙵，擅婚未封[10]
      - 第三子：朱謀墾，擅婚未封[10]

    - 第三子：奉國將軍朱多煫[10]
      - 第一子：鎮國中尉朱謀[10]
        - 第一子：輔國中尉朱統鑄[10]，號大治，歲貢生[28]
        - 第二子：輔國中尉朱統鉓[28]
        - 第三子：輔國中尉朱統鎾，號楚石[28]
        - 第四子：輔國中尉朱統鈙，郡庠生[28]
        - 第五子：輔國中尉朱統⿰金厂⿸㐱，崇禎癸酉舉人[28]

      - 第二子：鎮國中尉朱謀准[10]
      - 第三子：鎮國中尉朱謀坤[10]

    - 第四子：奉國將軍朱多㶺[10]
      - 第一子：鎮國中尉朱謀𨿎[10]
      - 第二子：鎮國中尉朱謀𨿓[10]

    - 第五子：奉國將軍朱多𤌏[10]
      - 第一子：朱謀䞺，早卒未封[10]

    - 子：朱多㶡，擅婚未封[10]

  - 子：輔國將軍朱拱柟[8]，號西岩[9]
    - 第一子：奉國將軍朱多熑[8]，一作「朱多燫」[10]
      - 第一子：鎮國中尉朱謀𡒌[10]

    - 第二子：奉國將軍朱多𤈥[8]，萬曆十年（1582年）因詭田冒粮奪祿半年[29]
      - 第一子：鎮國中尉朱謀堡[10]，萬曆十年（1582年）因詭田冒粮奪祿半年[29]
      - 第二子：鎮國中尉朱謀堉[10]，萬曆十年（1582年）因詭田冒粮奪祿半年[29]
        - 第一子：朱統⿰金旾，未封[10]

    - 第三子：奉國將軍朱多燃[8]
      - 第一子：朱謀䧳，未封[10]
      - 第二子：朱謀䣑，未封[10]

    - 第四子：奉國將軍朱多熪[8]
      - 第一子：鎮國中尉朱謀𩀦[10]
      - 第二子：鎮國中尉朱謀剭[10]
      - 第三子：鎮國中尉朱謀⿱𧪲土[10]

    - 第五子：奉國將軍朱多𤉏[10]
    - 第六子：永哥，未封[10]

  - 子：輔國將軍朱拱材[8]，號北窗[9]
    - 第一子：奉國將軍朱多熇[8]
      - 第一子：鎮國中尉朱謀堸[10]

    - 第二子：奉國將軍朱多㸊[8]
    - 第三子：奉國將軍朱多燼[8]
      - 第一子：鎮國中尉朱謀戜[10]
        - 第一子：輔國中尉朱統錇[10]

      - 第二子：鎮國中尉朱謀雛[10]，因母親生病，割股奉母，受明政府褒獎[30]
      - 第三子：鎮國中尉朱謀[10]
      - 第四子：鎮國中尉朱謀觟[10]

    - 第四子：奉國將軍朱多燾[8]
      - 第一子：鎮國中尉朱謀坡[10]

    - 第五子：朱多熬，未封，故[10]

  - 子：輔國將軍朱拱椑[8]，號右江[9]
    - 第一子：奉國將軍朱多㷒[8]
      - 第一子：鎮國中尉朱謀堄[10]

    - 第二子：奉國將軍朱多炐[8]
      - 第一子：鎮國中尉朱謀𡏲[10]
      - 第二子：鎮國中尉朱謀勭[10]

    - 第三子：奉國將軍朱多煈[8]
      - 第一子：鎮國中尉朱謀𡌞[10]
      - 第二子：鎮國中尉朱謀𦐰[10]
      - 第三子：鎮國中尉朱謀𨻊[10]

    - 第四子：奉國將軍朱多𤈍[10]
      - 第一子：鎮國中尉朱謀郆[10]
      - 第二子：鎮國中尉朱謀𥤧[10]

    - 第五子：奉國將軍朱多䵠[10]

  - 子：輔國將軍朱拱𣘎[10]，號前溪[9]
  - 子：輔國將軍朱拱梃[8]，號中峯[9]，奉敕管理府事[10]
- 第六子：夭折
- 庶七子：鎮國將軍朱宸渥（1484年－1528年），號玉峯[7]，弘治三年（1490年）賜名[31]，娶李氏，封夫人，早卒無子，繼戴氏。媵妾生拱榶、拱梫；戴氏生拱樹、拱柠[32]
  - 庶長子：輔國將軍朱拱榶[8]，號章崖[9]
    - 第一子：奉國將軍朱多煴[8]
      - 第一子：鎮國中尉朱謀𡍶[10]
        - 第一子：輔國中尉朱統𨭺[10]

      - 第二子：鎮國中尉朱謀堪[10]
        - 第一子：輔國中尉朱統鈜[10]
        - 第二子：輔國中尉朱統釶[10]
        - 第三子：輔國中尉朱統⿰金寞[10]

    - 庶次子：奉國將軍朱多炅[8]，生母王氏，萬曆四年封淑人[33]
      - 第一子：鎮國中尉朱謀坅[10]
      - 第二子：鎮國中尉朱謀墎[10]

    - 第三子：奉國將軍朱多燩[8]
      - 第一子：鎮國中尉朱謀時[10]
      - 第二子：鎮國中尉朱謀圭[10]
        - 第一子：輔國中尉朱統鐼[10]
        - 第二子：朱統鋲
        - 第三子：朱統𫓐

      - 第三子：鎮國中尉朱謀𡋧[10]
        - 第一子：輔國中尉朱統𬫏[10]

      - 第四子：鎮國中尉朱謀畦[10]
      - 第五子：鎮國中尉朱謀謹[10]

  - 庶次子：輔國將軍朱拱梫[8]，號右山[9]
    - 第一子：奉國將軍朱多焴[8]
      - 第一子：鎮國中尉朱謀𡉐[10]
        - 第一子：輔國中尉朱統錛[10]
        - 第二子：輔國中尉朱統釗[10]
        - 第三子：輔國中尉朱統鉉[10]

      - 第二子：鎮國中尉朱謀塨[10]
        - 第一子：輔國中尉朱統𫒍[10]

      - 第三子：鎮國中尉朱謀𠈺[10]
      - 第四子：鎮國中尉朱謀衢[10]

  - 第三子：輔國將軍朱拱樹[8]，號龍沙，王世貞為其撰墓誌銘，配張氏，生多煃、多爙，內助余氏，生多熲、多顃[32]
    - 嫡長子：奉國將軍朱多煃[8]，配車氏[32]
    - 嫡次子：奉國將軍朱多爙[8]，配廖氏，繼配程氏[32]
      - 第一子：鎮國中尉朱謀佳[10]，配王氏[32]
        - 第一子：輔國中尉朱統鎬[10]

      - 第二子：鎮國中尉朱謀墽[10]

    - 庶三子：奉國將軍朱多熲，配金氏[32]
      - 第一子：鎮國中尉朱謀坔[10]
      - 第二子：鎮國中尉朱謀童[10]
      - 第三子：朱謀圤[32][34]

    - 庶四子：奉國將軍朱多顃，配王氏[32]
      - 第一子：鎮國中尉朱謀𡑆[10]

    - 第一女：高郭縣君，儀賓胡山[32]
    - 第二女：欽江縣君，儀賓黃識[32]
    - 第三女：南懷縣君，儀賓聞一誠[32]
    - 第四女：怡亭縣君，儀賓熊良遂[32]
    - 孫女：廣惠鄉君，儀賓龔燮[32]
    - 孫女：阮溪鄉君，儀賓熊宜高[32]
    - 孫女：新浦鄉君，儀賓程一豹[32]

  - 第四子：輔國將軍朱拱[8]，號南江[9]
    - 第一子：奉國將軍朱多熝[10]
      - 第一子：鎮國中尉朱謀堯[10]
      - 第二子：鎮國中尉朱謀圱[10]
      - 第三子：鎮國中尉朱謀壤[10]

    - 第二子：奉國將軍朱多炧[10]
      - 第一子：鎮國中尉朱謀𨿪[10]
      - 第二子：鎮國中尉朱謀𩩋[10]
      - 第三子：鎮國中尉朱謀鼓[10]

  - 女：會稽郡君，儀賓王曉[32]